# Alain Grootaers
Alain Grootaers (Lommel, 22 juli 1964) is een Belgisch journalist.

## Biografie
Grootaers werd geboren in Lommel als jongere broer van de latere zanger-presentator Walter Grootaers. In 1987 studeerde hij af aan de Vrije Universiteit Brussel als licentiaat in de Politieke Wetenschappen, richting Internationale betrekkingen. 
Van 1984 tot 1992 werkte Grootaers als freelance journalist voor het weekblad Panorama. Daarna ging hij drie jaar aan de slag als manager voor verschillende muziekbands en personaliteiten, waaronder De Kreuners. In 1995 werd hij redactiecoördinator van De Nieuwe Panorama, de opvolger van Panorama. Toen het blad in 1997 werd opgedoekt, startte hij via de uitgeverij De Vrije Pers met het weekblad P-Magazine. Hij bedacht voor De Vrije Pers ook het maandblad Ché en het vrouwenblad Lola, en nam TEEK Magazine over. De laatste twee titels waren echter een kort leven beschoren. Sinds 2001 werkt hij uitsluitend via de bvba No Pasaran!. 
Hij schreef onder meer de handleiding Doe het voor je dertigste en de factionthriller De Tekstmaniak (2002). De Tekstmaniak is een fictief verhaal over geld en macht. Verschillende echt bestaande journalisten, ondernemers en politiekers krijgen in het boek een andere naam. Zo heet Humo-journalist Serge Simonart, Seger Tramonsi en Zillion-baas Frank Verstraeten heet in het boek Mark Vandeweghe.
Bij het grote publiek is hij best gekend door zijn deelname aan humoristische programma's als De rechtvaardige rechters op Canvas (later op Radio 2) en De raadkamer op Radio 2. Ook was hij te zien op Vitaya in het kookprogramma 1000 Seconden, waar hij chef-kok Wout Bru bijstond. In 2003 won Grootaers het eerste seizoen van De Slimste Mens ter Wereld. Hij speelde 10 afleveringen mee en haalde het in de laatste aflevering van Ben Crabbé. In 2010/2011 speelde hij nogmaals mee voor de Allerslimste Mens ter Wereld, maar moest toen de quiz verlaten na één deelname.
In 2021 verscheen Grootaers als interviewer voor de reeks Tegenwind met Belgische en Nederlandse wetenschappers die kritisch staan tegenover vaccins en maatregelen om de coronacrisis in te dijken. Sinds september schrijft hij columns voor PAL NWS en Doorbraak.be waarin hij de effectiviteit van coronavaccins in vraag stelt.
Grootaers is getrouwd met de Nederlandse journaliste Jakobien Huisman (Delft, 1970). Samen hebben ze sinds 1998 een dochter. Grootaers woont in Spanje. In januari 2023 werd Grootaers getroffen door een hersenbloeding en met spoed opgenomen in een ziekenhuis bij zijn woonplaats.
- International Standard Name Identifier: 0000 0003 6896 4183
- Nederlandse Thesaurus van Auteursnamen: 142215058
- Virtual International Authority File: 283255943
- WorldCat: E39PBJc3KfWFVwXt64jVppV9jC